# Задняя (Тотемский район)
Задняя — деревня в Тотемском районе Вологодской области.
Входит в состав Пятовского сельского поселения, с точки зрения административно-территориального деления — в Пятовский сельсовет.
Расположена на левом берегу реки Сухона. Расстояние по автодороге до районного центра Тотьмы — 5 км, до центра муниципального образования деревни Пятовская — 6 км. Ближайшие населённые пункты — Внуково, Выдрино, Глубокое.
По переписи 2002 года население — 520 человек (253 мужчины, 267 женщин). Преобладающая национальность — русские (97 %).